# Olofström
Olofström est une localité de Suède dans la commune d'Olofström, dont elle est le chef-lieu, située dans le comté de Blekinge.
Sa population était de 7 795 habitants en 2019.